# Ismail Lallouchi
Ismail Lallouchi, né le 19 juillet 1989, est un coureur cycliste algérien.

## Biographie
En 2010, il se distingue en terminant troisième du championnat d'Algérie sur route.

## Palmarès et résultats

### Palmarès sur route
- 2010
  - 2e du championnat d'Algérie sur route espoirs
  - 3e du championnat d'Algérie sur route
- 2014
  - 3e étape du Tour de Chlef
- 2017
  - 3e du Grand Prix d'Alger
- 2018
  - 2e étape du Tour de Aïn Defla
- 2019
  - 1re étape du Tour de Aïn Defla
  - 2e du Tour des aéroports
- 2020
  - 2e étape du Grand Prix du Chahid Didouche Mourad
  - 3e du Grand Prix du Chahid Didouche Mourad
- 2021
  - Tour des Zibans

### Classements mondiaux
| Année           | 2016 | 2017 |
| --------------- | ---- | ---- |
| UCI Africa Tour | 143e | 125e |

### Palmarès sur piste

#### Championnats d'Afrique
- Casablanca 2018
  -  Médaillé de bronze de la poursuite par équipes